# Mass Rapid Transit (Singapore)

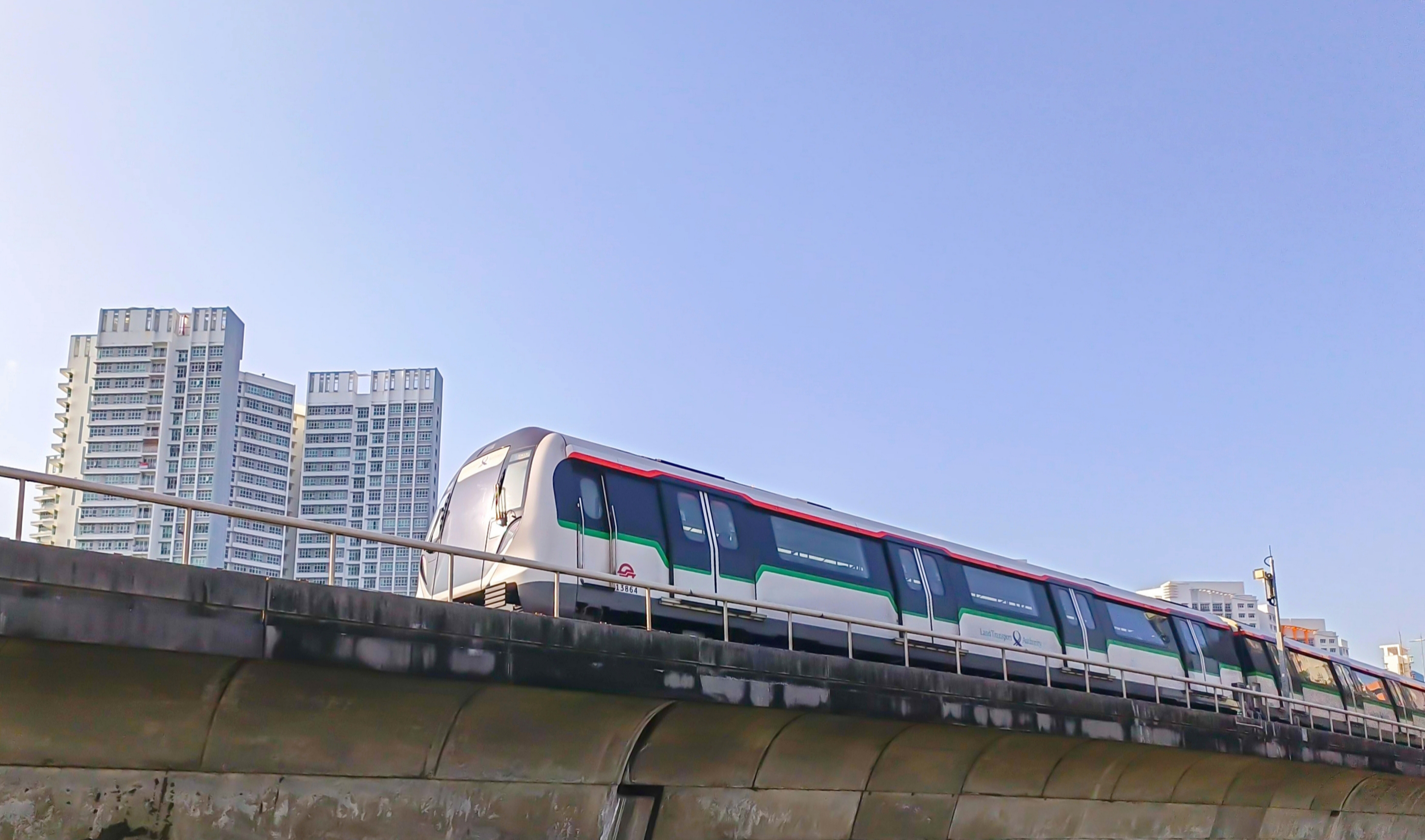
Tren de metrou tip Alstom Movia R151

Mass Rapid Transit sau MRT (大众快速交通 în chineză, Sistem Pengangkutan Gerak Cepat în malay, சிங்கை துரிதக் கடவு ரயில் în tamilă) este numele sistemului de metrou din Singapore. Prima magistrală a sistemului a fost deschisă în 1987, între Yio Chu Kang și Toa Payoh. În 2006, MRT-ul are 64 de stații în uz și 104,9 km de linii pe ecartament standard. Metroul este deschis între 05:30 și 01:00 și are o frecvență de aproximativ de cinci minute. Sistemul de metrou este complementat de șase linii de metrou ușor, numit Light Rapid Transit, care leagă stațiile de metrou cu diverse cartiere de blocuri și sunt folosite pentru transport local. Împreună, sistemele de MRT și LRT sunt folosite de 1,8 milioane de pasageri pe lună.

## Linii
| | \| Linia Nord-Sud Între Jurong East și Marina Bay 25 de stații pe o lungime de 44 km, furnizată de SMRT Linia Est-Vest Între Boon Lay și Pasir Ris 29 de stații pe o lungime de 45,4 km, furnizață de SMRT Linia Nord-Est Între HarbourFront și Punggol 16 stații pe o lungime de 20 km, furnizată de SBS Transit \| |
| Linia Nord-Sud Între Jurong East și Marina Bay 25 de stații pe o lungime de 44 km, furnizată de SMRT Linia Est-Vest Între Boon Lay și Pasir Ris 29 de stații pe o lungime de 45,4 km, furnizață de SMRT Linia Nord-Est Între HarbourFront și Punggol 16 stații pe o lungime de 20 km, furnizată de SBS Transit | |

| Linia Nord-Sud Între Jurong East și Marina Bay 25 de stații pe o lungime de 44 km, furnizată de SMRT Linia Est-Vest Între Boon Lay și Pasir Ris 29 de stații pe o lungime de 45,4 km, furnizață de SMRT Linia Nord-Est Între HarbourFront și Punggol 16 stații pe o lungime de 20 km, furnizată de SBS Transit |

Downtown Line 
de la Bugis
pana la Chinatown
operator SBS Transit